# Cheumatopsyche parentum
Cheumatopsyche parentum là một loài Trichoptera trong họ Hydropsychidae. Chúng phân bố ở miền Tân bắc.